# Parasemia syfanica
Parasemia syfanica är en fjärilsart som beskrevs av Grum-grshimailo 1891. Parasemia syfanica ingår i släktet Parasemia och familjen björnspinnare. Inga underarter finns listade i Catalogue of Life.